# Toronto Marlboros
I Toronto Marlboros sono stati una squadra di hockey su ghiaccio giovanile di Toronto nata nel 1903 che ha militato nella Ontario Hockey League fino al suo scioglimento giunto nel 1989. La sua storia fu strettamente legata a quella della franchigia NHL dei Toronto Maple Leafs, per molti decenni proprietaria dei Marlboros e con cui condivideva i Maple Leaf Gardens. Fu una delle più forti e squadre del panorama nazionale, l'unica capace di vincere sette Memorial Cup.

## Storia
Il Toronto Marlborough Athletic Club venne fondato a Toronto nel 1903 da un gruppo di sportivi locali; il nome della squadra fu scelto in onore del Duca di Marlborough, il quale diede l'autorizzazione a utilizzare la corona simbolo della famiglia nel logo. La squadra di hockey iniziò a giocare nel 1904 ricevendo fin da subito alcuni soprannomi che sarebbero rimasti nella storia del club, come Marlboros, Marlies e anche Dukes.
Nei primi anni i Marlboros rimasero una delle numerose squadre minori di Toronto, e il momento più alto di questa fase fu la finale di Stanley Cup persa nel 1904 dalla squadra senior contro gli Ottawa Silver Seven. Tutto cambiò nel 1927 quando Conn Smythe acquistò i Toronto Marlboros per farne il principale farm team di un'altra squadra acquistata recentemente, la franchigia NHL dei Toronto Maple Leafs. Dal 1927 fino ai 1989 i Marlboros e i Maple Leafs sarebbero rimasti sotto la stessa proprietà, prima con la famiglia Smythe, Conn e il figlio Stafford, infine sotto il controllo di Harold Ballard.
I Marlboros divennero presto il più importante settore giovanile dei Maple Leafs, e fu così per quaranta anni fino al 1967, anno in cui vennero fermate le sponsorizzazioni delle squadre giovanili da parte delle franchigie NHL rivoluzionando il meccanismo dell'Entry Draft. Nonostante ciò il rapporto fra le due squadre rimase strettissimo, infatti entrambe le squadre giocavano al Maple Leaf Gardens e molto spesso di sabato dopo l'incontro pomeridiano dei Marlboros seguiva quello serale dei Maple Leafs.
Nel corso della storia dei Marlboros, oltre alle sette Memorial Cup vinte e ai dieci titoli della OHL, uno dei traguardi più importanti raggiunti fu quello di aver formato oltre 180 giocatori che successivamente avrebbero giocato nella NHL, e otto di loro entrarono a far parte della Hockey Hall of Fame. Verso la metà del secolo i Marlboros vinsero numerose volte l'Ontario Hockey League e la Memorial Cup, e diversi giocatori vennero promossi in prima squadra contribuendo ai quattro successi nella Stanley Cup nel corso degli anni '60. Vi furono anche ex giocatori dei Leafs che proseguirono la loro carriera allenando i Marlboros, in particolare Turk Broda e George Armstrong, entrambi capaci di conquistare la Memorial Cup.
Dopo l'ultimo titolo vinto nel 1975 la squadra entrò in una grave fase di crisi, sia finanziaria che di risultati. Nell'ottobre del 1988 la proprietà dei Maple Leafs decise di vendere la formazione dei Marlboros, tuttavia mantennero i diritti sul nome e sull'identità della squadra. Un anno più tardi la formazione dell'OHL si trasferì a Hamilton e prese il nome di Dukes of Hamilton, ma già due anni più tardi cambiarono ancora nome divenendo i Guelph Storm.
Il nome Malboros venne concesso dalla dirigenza dei Maple Leafs a un'altra formazione giovanile attiva sempre a Toronto dal 1931, mentre nel 2005 venne creata una nuova franchigia dell'American Hockey League ispirata chiaramente alla tradizione dei Marlboros, i Toronto Marlies.

## Palmarès

### Premi di squadra
- Memorial Cup: 7

1929, 1955, 1956, 1964, 1967, 1973, 1975
- J. Ross Robertson Cup: 10

1927-28, 1928-29, 1931-32, 1954-55, 1955-56, 1957-58, 1963-64, 1966-67, 1972-73, 1974-75
- George Richardson Memorial Trophy: 4

1954-55, 1955-56, 1963-64, 1966-67
- Hamilton Spectator Trophy: 5

1959-60, 1963-64, 1971-72, 1972-73, 1974-75